# 香取神社 (三郷市上口)
香取神社（かとりじんじゃ）は、埼玉県三郷市の神社。

## 歴史
創建年代は不明である。ただ江戸時代後期の地誌『新編武蔵風土記稿』に掲載されていることから、その頃までには既に存在していたものと推測される。かつての当地は下総国葛飾郡であり、下総国一宮の香取神宮から分霊を勧請したという。近くの東光院が別当寺であった。明治初期の神仏分離により、別当寺の任を解かれたが、1979年（昭和54年）までは、東光院で直会が行われていた。現在は境内内の集会所で行われている。
1873年（明治6年）、近代社格制度に基づく「村社」に列せられ、1907年（明治40年）の神社合祀により、周辺の2社が合祀された。

## 文化財
- 二郷半囃子・里神楽（三郷市指定無形民俗文化財 昭和50年2月19日指定）[2]

## 交通アクセス
- 路線バス流通団地北停留所より徒歩19分。